# Davida Afzelius-Bohlin
Davida Carolina Afzelius-Bohlin, född Larsson 30 december 1866 i Göteborgs Kristine församling, Göteborgs och Bohus län, död 13 april 1955 i Göteborgs Oskar Fredriks församling, Göteborgs och Bohus län, var en svensk sångare (alt).

## Biografi
Afzelius-Bohlin studerade för Andreas Hallén och Fritz Arlberg samt professor August Iffert i Dresden. Hon var anställd vid Kungliga teatern 1900–1902 och verkade som konsert- och oratoriesångerska i Sverige och Tyskland under decennierna kring 1900.
Hon uppträdde första gången offentligt vid sjutton års ålder då hon i hemstaden biträdde vid en av Hallén anordnad konsert. Afzelius-Bolin medverkade som altsolist i oratoriet Elias av Mendelssohn, uppfört av musikföreningen i Stockholm 1892, och uppträdde sedermera på konserter i Sverige och Tyskland. Hon turnerade bland annat med Tor Aulin och Wilhelm Stenhammar. Hon debuterade vid Kungliga operan i Stockholm 14 maj 1900 som Amneris i Aida av Verdi och 25 maj samma år i titelrollen i operan Orfeus av Gluck. Under 1 september 1900–30 juni 1902 var hon anställd vid samma operascen. Bland hennes främsta nummer kan nämnas Orfeus, Amneris i Aida, Azucena i Trubaduren och Erda i Rhenguldet.
Hon var först gift med Jon Arvid Afzelius, lärare vid Göteborgs handelsinstitut, 24 oktober 1885–1895, och gifte sig 12 oktober 1903 med Karl Bohlin, musikdirektör och kantor vid Gustav Vasa kyrka i Stockholm (Marianne Lindberg De Geers farmors bror).

## Diskografi

### På skivbolagetFavorite
- 86001 ”Örnen löfter med starke slag” (Heise)
- 86002 ”Aa farvel og vær velsigned” (Rosenfeld)
- 1-86001 ”Den slumrande lilla flickan” (Geijer)
- 1-86003 ”Sola går bak åsen ner”